# Frank Seator
Frank Jean Seator (Monrovia, 24 ottobre 1975 – Harbel, 12 febbraio 2013) è stato un calciatore liberiano, di ruolo attaccante.

## Caratteristiche tecniche
Era una seconda punta.

## Carriera

### Nazionale
Ha debuttato in Nazionale il 3 settembre 2000, in Liberia-Mauritius (4-0), subentrando ad Alex Brown al minuto 58. Ha messo a segno la sua prima rete con la maglia della Nazionale il 28 gennaio 2001, in Ghana-Liberia (1-3), siglando la rete del momentaneo 0-1 al minuto 10. Ha partecipato, con la Nazionale, alla Coppa d'Africa 2002. Ha collezionato in totale, con la maglia della Nazionale, 15 presenze e tre reti.